# 和久井優
和久井優（日语：／ Wakui Yū，1995年1月24日—）是日本的女性聲優，栃木縣出身。砂岡事務所所屬。

## 人物
因為想演戲與從事舞台表演而調查各個養成所及劇團時發現向日葵劇團有全日制的課程，認為可以好好學習而選擇向日葵劇團。
讀高中時過著從栃木到東京上課的通勤生活、高中畢業後開始參加全日制課程。
聲優出道作為《偶像學園》的冰上堇。
2018年9月18日加入向日葵劇團旗下的砂岡事務所。
2022年11月1日退出劇團向日葵砂岡事務所，成為自由身。
2023年1月11日，成為mitt management所屬。

## 演出作品
※粗體字為主要角色。

### 電視動畫
2014年
- 偶像學園（冰上堇[5]）

2016年
- 阿松（花精靈）
- 偶像學園STARS！（風間薰、丸山櫻、學生、女子、妮可、女性）
- 三者三葉（西川葉子[6]）
- NEW GAME!（看護師、女子）

2017年
- 武裝少女Machiavellianism（あみっけ、手下）
- 異世界食堂（漢娜）
- NEW GAME!!（小秋、店員）

2018年
- 偶像學園Friends！（歌川麗）
- Butlers～千年百年物語～（北園菖蒲、御國〈幼年〉）

2019年
- 川柳少女（女子A、小孩、店員、手機店店員）
- 偶像學園Friends！（查爾斯·夏洛特）
- 偶像活動 on Parade！（冰上堇）

2020年
- 戀愛小行星（女子）
- 偶像活動 on Parade！（查爾斯·夏洛特）
- A3！ SEASON SPRING & SUMMER（行人）

2021年
- 偶像學園Planet！（摩登香水）
- 陰晴不定的體操哥哥（小孩、大學生）
- 異世界食堂2（漢娜）

2023年
- 大雪海的卡納（蘇洛）
- 小智是女孩啦！（花尾老師）
- 鄰人似銀河（五色栞[7]）

2024年
- 狩龍人拉格納（拉克夏公主）
- RINKAI！女子競輪（立川麗夢[8]）
- Delico's Nursery（露琪亞·洛爾卡[9]）
- 最狂輔助職業【話術士】世界最強戰團聽我號令（少年諾艾爾[10]）
- 偶像大師 閃耀色彩 2nd season（淺倉透[11]）

2025年
- S級怪獸《貝希摩斯》被誤認成小貓，成為精靈女孩的騎士（寵物）一起生活（菲莉[12]）
- CITY THE ANIMATION（泉莉子[13]）

### 劇場版動畫
2014年
- 劇場版 偶像學園（冰上堇）

2015年
- 偶像學園！音樂大獎 大家一起獲獎吧！（冰上堇）

2016年
- 偶像學園！～被盯上的魔法偶活卡～（冰上堇）

2022年
- 偶像學園！ 10th STORY ～通往未來的STARWAY～（2022年版）（冰上堇）

2023年
- 偶像學園！ 10th STORY ～通往未來的STARWAY～（2023年版）（冰上堇）

2025年
- 偶像學園×星光樂園 THE MOVIE -相遇的奇蹟！-（冰上堇[14]）

### 遊戲
2013年
- 偶像學園！偶像生活365天（冰上堇）
- 偶像學園！My No.1 Stage!（冰上堇）
- 偶像學園！寫真舞台！！（冰上堇）

2018年
- 心跳偶像（田中弗朗西斯卡[15]）

2019年
- 閃耀幻想曲（西川葉子[16]）

2020年
- 偶像大師 閃耀色彩（淺倉透[17]）

### 廣播
- 和久井優的本氣！AniLove（超!A&G+：2015年10月7日－2016年3月23日）[18]
- 和久井優と土屋李央の「放課後が終わらない！」(2020年-，NICONICO直播)[19]

### 網路電視
- 三者三葉♣活動（2016年3月3日－、NICONICO直播）

## 音樂CD

### 角色歌
| 發售日  | 名稱                                        | 演唱名義                       | 歌曲名稱              | 商業搭配                                      |
| 2016年  | 2016年                                      | 2016年                         | 2016年                | 2016年                                        |
| ------- | ------------------------------------------- | ------------------------------ | --------------------- | --------------------------------------------- |
| 1月8日  | 本氣！AniLove 第7期主題曲／STAY TUNES!      | STAY TUNES!                    | 「」                  | 文化放送、超!A&G+「本氣！AniLove」第7期片頭曲 |
| 4月20日 |                                             | （和久井優、金澤舞、今村彩夏） | 「」 「」             | 電視動畫「三者三葉」片頭曲                    |
| 4月20日 |                                             | （和久井優、金澤舞、今村彩夏） | 「」 「」             | 電視動畫「三者三葉」片尾曲                    |
| 5月18日 | 「三者三葉」角色歌 Vol.1                    | 西川葉子＆薗部篠（和久井優、） | 「」                  | 電視動畫「三者三葉」角色歌                    |
| 5月18日 | 「三者三葉」角色歌 Vol.1                    | 西川葉子（和久井優）           | 「」                  | 電視動畫「三者三葉」角色歌                    |
| 2020年  |                                             |                                |                       |                                               |
| 4月8日  | THE IDOLM@STER SHINY COLORS GR@DATE WING 01 | 閃耀色彩                       | 「」 「Dye the sky.」 | 遊戲《偶像大師 閃耀色彩》相關歌曲             |
| 9月16日 | THE IDOLM@STER SHINY COLORS GR@DATE WING 07 | noctchill                      | 「」                  | 遊戲《偶像大師 閃耀色彩》相關歌曲             |

### 组合成员
1. ↑  櫻木真乃（關根瞳）、風野燈織（近藤玲奈）、八宮繚（峯田茉優）、月岡戀鐘（礒部花凜）、田中摩美美（菅沼千紗）、白瀨咲耶（八卷安奈）、三峰結華（成海瑠奈）、幽谷霧子（結名美月）、小宮果穗（河野日和）、園田智代子（白石晴香）、西城樹里（永井真里子）、杜野凜世（丸岡和佳奈）、有栖川夏葉（涼本秋穗）、大崎甘奈（黑木穗乃香）、大崎甜花（前川涼子）、桑山千雪（芝崎典子）、芹澤朝日（田中有紀）、黛冬優子（幸村惠理）、和泉愛依（北原沙彌香）、淺倉透（和久井優）、樋口圓香（土屋李央）、福丸小糸（田嶌紗蘭）、市川雛菜（岡咲美保）
2. ↑  淺倉透（和久井優）、樋口圓香（土屋李央）、福丸小糸（田嶌紗蘭）、市川雛菜（岡咲美保）

## 外部連結
- 個人簡歷（日語）